# Heinrich Klose (Mediziner)

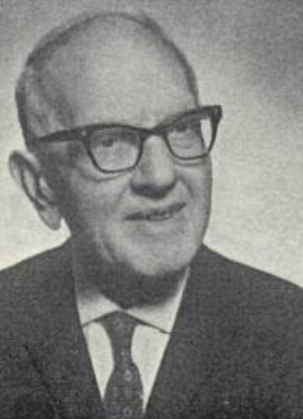
Heinrich Klose (1937)

Heinrich Klose (* 31. August 1879 in Ibbenbüren; † 19. November 1968 in Bad Eilsen) war ein deutscher Chirurg und Hochschullehrer. Er gehört zu den Gründern der Medizinischen Akademie Danzig.

## Leben
Als Sohn eines Eisenbahnbeamten besuchte Klose das Evangelisch Stiftische Gymnasium Gütersloh. Nach dem Abitur studierte er ab 1898 Humanmedizin an der Georg-August-Universität Göttingen. Dort wurde er Mitglied des Vereines im Verband der Vereine Deutscher Studenten. Nach dem Physikum wechselte er an die Kaiser-Wilhelms-Universität Straßburg. Zu seinen Lehrern zählten Bernhard Naunyn und Friedrich Daniel von Recklinghausen. 1903 wurde er zum Dr. med. promoviert. Seine chirurgische Ausbildung erhielt er in Frankfurt am Main bei Ludwig Rehn und Victor Schmieden. Im Ersten Weltkrieg diente er als Stabsarzt und Chef einer Sanitätskompanie. 1916 habilitierte er sich bei Ludwig Rehn. Am 1. August 1918 heiratete er in Frankfurt die Bankierstochter Clara Roger (1892–1979). Sie schenkte ihm zwei Söhne und eine Tochter.
Als Nachfolger von Arthur Barth wurde er 1924 Chefarzt der  Chirurgischen Klinik am Städtischen Krankenhaus der Freien Stadt Danzig. Die Klinik hatte 400 Betten. 1929 leitete er in Danzig die 38. Tagung der Vereinigung Nordwestdeutscher Chirurgen. 1938 operierte er in Moskau Michail Iwanowitsch Kalinin. Als guter Geiger und Liebhaber des Tischlerhandwerks flog er 1938 nach Mittenwald, um sich von Johann Reiter im Geigenbau unterweisen zu lassen. Zu den Besuchern des Hauses Klose gehörten Carl Jacob Burckhardt, Heinrich Sahm, Elly Ney, Edwin Fischer und Bronisław Huberman. Die Familie weilte oft auf Gut Sartowitz, wo sie mit Ulrich Wilhelm Graf Schwerin von Schwanenfeld und Helmut Schön zusammentraf. Klose, seit 1940 Hochschullehrer an „seiner“ Medizinischen Akademie Danzig, beherrschte die „ganze Chirurgie“ und engagierte sich besonders in der Urologie. Wie Ludwik Rydygier hatte er 1907 zu den Gründern der Deutsche Gesellschaft für Urologie gehört. Sein Buch zur Chirurgie der Struma gehörte zur Standardliteratur. Bis Juni 1945 blieb er auf seinem Posten in Danzig. Von 1935 bis 1945 war er Beratender Chirurg der Wehrmacht.
Er ging 1945 nach Ost-Berlin und arbeitete ein Jahr am Hufeland-Krankenhaus Berlin-Buch. 1946/47 war er Chefarzt am Martin-Luther-Krankenhaus. Von 1948 bis 1960 war er Ärztlicher Direktor vom Klinikum im Friedrichshain. Es gelang ihm, den Betrieb des Krankenhauses wieder aufzunehmen und zu erweitern. Er widmete sich Ausbildungsfragen und schrieb viele medizinisch-philosophische Beiträge. Seine idealistische Berufsauffassung spiegelte sich in seinem 1955 erschienenen Buch Arzt, Natur und Kunst. 
Als berufenes Mitglied der Volksvertretung Berlin wurde er am 13. Februar 1953 auf der konstituierenden Sitzung der Volksvertretung zum Mitglied des Magistrats von Berlin unter Oberbürgermeister Friedrich Ebert junior gewählt.
Als langjähriges Mitglied des Magistrats hatte er wesentlichen Anteil am Aufbau des Berliner Gesundheitswesens. Im Oktober 1954 wurde er in die Berliner Stadtverordnetenversammlung gewählt, deren Alterspräsident er bis 1958 war.
Das Direktorat in Friedrichshain gab er am Ende seines 81. Lebensjahres auf.

## Ehrungen
- Eisernes Kreuz 1. Klasse

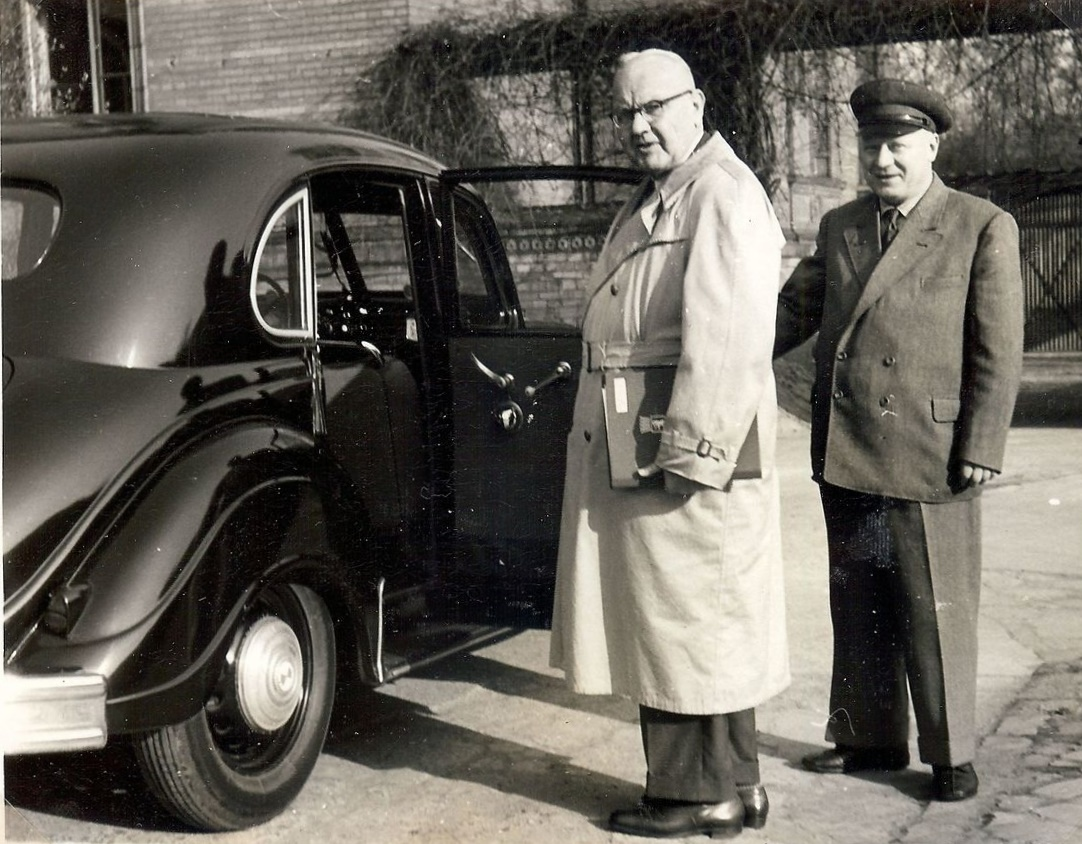
Klose in Berlin

- Danziger Kreuz (31. August 1939, 60. Geburtstag)
- Verdienter Arzt des Volkes (1949)
- Mitglied der Akademie der Wissenschaften der DDR (1951)
- Goethepreis der Stadt Berlin (1953)
- Vaterländischer Verdienstorden in Silber (1954)
- Held der Arbeit (1959)

## Schriften
- mit Heinrich Vogt: Klinik und Biologie der Thymusdrüse mit besonderer Berücksichtigung ihrer Beziehungen zu Knochen- und Nervensystem. Laupp, Tübingen 1910.
- Chirurgie der Thymusdrüse (= Neue deutsche Chirurgie. Band 3). Enke, Stuttgart 1912.
- Die Chirurgie der Basedowschen Krankheit (= Neue deutsche Chirurgie. Band 44). Enke, Stuttgart 1929.
- als Bearbeiter in: H. F. O. Haberland (Hrsg.): Die Differentialdiagnose chirurgischer Erkrankungen einschließlich der Grenzgebiete mit therapeutischen Hinweisen. Bearbeitet von Wilhelm Braeucker, H. F. O. Haberland, H. Klose und M. zur Verth. Walter de Gruyter & Co., Berlin 1935.
- Arzt, Natur und Kunst (= Sammlung zwangloser Abhandlungen aus dem Gebiet der Chirurgie. Band 6). Marhold, Halle (Saale) 1955.
- (Bearbeiter, mit anderen) Spezielle Unfallchirurgie. Erstversorgung und Frühkomplikationen (= Die Chirurgie des Traumas. Band 2). Volk und Gesundheit, Berlin 1956.